# Проєкт «Козацького князівства»
Князівство Військо Запорозьке, Козацьке князівство, Задніпровське князівство, Наддніпрянське князівство, проєкт Йосипа Верещинського — проєкт побудови на українських землях Гетьманського, Козацького господарства (держави) з осередком на Подніпров'ї, підпорядкованої Короні Польській. Перша за ранньоновітньої доби.

## Історія проєкту
Проєкт був розроблений катол. київ. єпископом Й.Верещинським 1596. Має назву «Woisku zaporowskiemu pokazanie jassne iak stroni wichowania, tak thosz wiecznego opatrenia na Zadnieprzu» («Війську Запорозькому виразна вказівка як щодо облаштування, так і вічного забезпечення на Задніпров'ї»). Згідно з цим проєктом на тер. Задніпров'я (Лівобережна Україна) передбачалося створити козац. д-ву (див. Козацтво) у формі князівства, яке було б васально залежним від польс. короля. Така форма була обрана автором, виходячи з тогочасних державно-правових концепцій, що ототожнювали державу з особою монарха. Прикметними рисами цього проєкту були також опора на традиційні засади козац. устрою і збереження попередньої назви козацької військово-адміністративної організації — Військо Запорозьке. Проєкт ґрунтувався також на ідеї визнання за козаками права на політ. рівність з панівним шляхетським станом (див. Стани). Тер. Задніпров'я поділялася на 13 козац. полків, кожен із яких становив адм.-тер. р-н з полковим центром — містом або містечком. Одинадцять полків мали статус ординарних: військ. та адм. влада в них належала полковникам. Два полки набували специфічного статусу: Переяслав. полк перетворювався на князівський (отже, столицею д-ви ставав Переяслав), а Лубенський полк переходив до рук гетьмана. Вища влада в князівстві мала бути представлена інститутами князя та гетьмана. Князеві відводилися функції політ. представництва вищої держ. влади. Йому підлягало також некозац. нас. д-ви. Владні прерогативи гетьмана обмежувалися військ. сферою і поширювалися на козаків. По суті, гетьман зберігав обсяг влади, який він традиційно мав у Війську Запороз. Основою економіки козац. князівства мало бути полкове землеволодіння, що базувалося на алодіальній власності (насамперед князівський домен) і умовному держанні козацької старшини. До виконання військ. васальної повинності в князівстві залучалися місц. шляхтичі (див. Шляхта) та ін. категорії нас., що робило можливим застосування держ.-централізованої ренти.